# Crellidae
Crellidae is een familie van sponsdieren uit de klasse van de Demospongiae (gewone sponzen).

## Geslachten
- Anisocrella Topsent, 1927
- Crella Gray, 1867
- Crellastrina Topsent, 1927
- Crellomima Rezvoi, 1925
- Spirorhabdia Topsent, 1918